# Бумкомбинат (станция)
Бумкомбина́т —  железнодорожная станция Кировского региона Горьковской железной дороги на современном северном ходе Транссибирской магистрали на участке Лянгасово — Пермь. Находится в Кирово-Чепецком районе Кировской области.
На станции осуществляется продажа пассажирских билетов.

## История
После строительства Транссиба на месте будущей станции был устроен разъезд № 3, по переписи 1926 года относившийся к Злобинскому сельсовету Просницкой волости Вятского уезда. Переписью было зафиксировано население 25 человек и 8 домохозяйств.
Название Бумкомбинат появилось в конце 1930-х годов в связи с принятием решения о строительстве крупнейшего в СССР комбината по производству бумаги и началом массового поступления оборудования для него. Проект строительства бумажного комбината не был реализован. Начало железнодорожного строительства относится к 1940 году, когда было организовано железнодорожное сообщение площадки строящегося Кирово-Чепецкого промышленного узла (ТЭЦ и завода № 752) от полустанка Бумкомбинат на линии Транссиба.
В 1947 году железнодорожная ветка Бумкомбинат (3 пост) — Чепецкая (2 пост) входила в ведение завода № 752. Все грузы поступали на 3 пост, откуда доставлялись на 2 пост заводским паровозом. Прямое автомобильное сообщение с областным центром отсутствовало.
С 4 октября 1951 года была организована прицепка пассажирского вагона к грузовым составам до станции Чепецкая, а 20 ноября до неё открыли регулярное пассажирское сообщение, с 11 августа 1952 года перешедшее в ведение МПС.
18 января 1954 года все объекты станции Чепецкая (вокзал, пакгаузы, платформы, жилые дома, линии электропередач и трансформаторная станция) и путевое хозяйство между станциями Бумкомбинат и Чепецкая приняла Горьковская железная дорога.